# Viola bustillosia
Viola bustillosia är en violväxtart som beskrevs av C. Gay. Viola bustillosia ingår i släktet violer, och familjen violväxter. Inga underarter finns listade i Catalogue of Life.